# Liste deutscher Adelsgeschlechter/K
| Name                                                 | Zeitraum                           | Anmerkungen | Wappen                                                            |
| ---------------------------------------------------- | ---------------------------------- | --- | ----------------------------------------------------------------- |
| Kaas                                                 | ab 17. Jh.                         | skandinavisches Adelsgeschlecht, das in einer Linie nach Deutschland gelangte (Freiherren von Kaas aus der Familie der Mauer-Kaas) |                                                                   |
| Kageneck                                             | seit 1230                          | elsässischer Uradel; 1671 Reichsfreiherren; 1771 Reichsgrafen |                                                                   |
| Kager von Globen / Kager von Stampach                | bis 1745 / 1830 / 1897             | böhmisches Uradelsgeschlecht, das sich auch nach Bayern, Schlesien, Polen und Österreich ausbreitete; die Kager von Globen erloschen im Mannesstamm 1745; die gräfliche Linie der Kager von Stampach blühte bis 1830, die freiherrliche Linie bis 1897 |                                                                   |
| Kahlbutz                                             | bis 1783 / 1795                    | märkisches Adelsgeschlecht, das sich auch nach Pommern und Preußen ausbreiten konnte; Familie ist 1783 im Mannesstamm und 1795 gänzlich erloschen |                                                                   |
| Kahlden                                              | seit 1250                          | ursprünglich rügensches Adelsgeschlechts, später in Preußen |                                                                   |
| Kahlenberg                                           | bis Anfang 19. Jh.                 | erloschenes preußisches Adelsgeschlecht |                                                                   |
| Kainach                                              | seit 1042                          | österreichisches Adelsgeschlecht, das später auch in Westfalen und im Rheinland ansässig war; 1553 Freiherrenstand |                                                                   |
| Kaiserstein                                          | ?                                  | österreichisches Adelsgeschlecht; 1665 Reichsfreiherrenstand |                                                                   |
| Kalau vom Hofe                                       | seit 1663                          | preußisches Adelsgeschlecht |                                                                   |
| Kalben                                               | seit 1135                          | Uradel aus Stendal; früher Name de Calve / von Calven; später Aufstieg in den Lübecker Patrizieradel |                                                                   |
| Kalckreuth                                           | seit 1284                          | niederschlesischer Uradel; 1678 böhmischer Freiherrenstand (Linie Dolzig); 1786 preußischer Grafenstand (Linie Klemzig) |                                                                   |
| Kalckstein                                           | seit 1284                          | ermländischer Uradel |                                                                   |
| Kaler zu Lanzenheim                                  | 1600 bis                           | Tiroler Briefadelsgeschlecht; 1757 erbländisch-österreichischer Adelsstand; |                                                                   |
| Kalff                                                | 1433–1581/6                        | deutsch-baltisches, estländisches Adelsgeschlecht aus Westfalen, Agnaten der v. Sümmern (†) |                                                                   |
| Kalitsch                                             | seit 1352                          | alhaltinisches Adelsgeschlecht |                                                                   |
| Kalkum                                               | seit 1176                          | rheinländisches Adelsgeschlecht |                                                                   |
| Kalle                                                | bis 1671                           | erloschenes westfälisches Adelsgeschlecht |                                                                   |
| Kalnein                                              | 13. Jh. bis 1786                   | erloschenes preußisches Adelsgeschlecht |                                                                   |
| Kaltenbach                                           | 1083–1159                          | schwäbisches Adelsgeschlecht |                                                                   |
| Kaltenborn-Stachau                                   | seit 1265                          | schlesisch-meißnerischer Uradel |                                                                   |
| Kaltental                                            | seit 1125                          | altes schwäbisches Adelsgeschlecht |                                                                   |
| Kameke                                               | seit 1298                          | pommerscher Uradel; 1740 preußischer Grafenstand |                                                                   |
| Kamer                                                | 1080–1584                          | erloschenes bayerisches Adelsgeschlecht |                                                                   |
| Kamerberg                                            | 1018–1518                          | erloschenes bayerisches Adelsgeschlecht |                                                                   |
| Kamm                                                 | 1073–1375                          | bayerisches Adelsgeschlecht im Hochmittelalter |                                                                   |
| Kämmerer von Worms                                   | seit 11. Jh.                       | Adelsgeschlecht vom Mittelrhein |                                                                   |
| Kammerstein                                          | 1212–1313                          | mittelfränkisches Adelsgeschlecht |                                                                   |
| Kamptz                                               | seit 1286                          | mecklenburgischer Uradel; 1822 erhielt ein Angehöriger eine preußische Adelslegitimation |                                                                   |
| Kanitz                                               | seit 1185                          | Meißnischer Uradel mit den Stämmen Canitz und Kanitz; Canitz: Reichsfreiherrenstand 1698; Canitz- u. Dallwitz: Böhmischer Freiherrnstand 1664; Kanitz: 1798 preußischer Grafenstand |                                                                   |
| Kanne                                                | seit 1320                          | westfälisches Adelsgeschlecht; 1676 Reichsfreiherrenstand |                                                                   |
| Kannenberg                                           | 1320–1806                          | erloschenes Adelsgeschlecht aus der Altmark |                                                                   |
| Kannewurff                                           | seit 1245                          | thüringischer Uradel |                                                                   |
| Kap-herr                                             | ?                                  | hessisches und mecklenburgisches Adelsgeschlecht |                                                                   |
| Kapeller                                             | 12. bis 14. Jh.                    | österreichisches Adelsgeschlecht mit Lebensmittelpunkt in Österreich ob der Enns (Oberösterreich) |                                                                   |
| Kaphengst                                            | seit 1321                          | mittelmärkisches Uradelsgeschlecht |                                                                   |
| Karajan                                              | seit 1792                          | ursprünglich griechische Familie, die im 18. Jahrhundert über Sachsen nach Österreich kam |                                                                   |
| Kardorff                                             | seit 1200                          | mecklenburgischer Uradel |                                                                   |
| Karolinger                                           | 639–1005/6                         | Herrschergeschlecht im Frankenreich | –                                                                 |
| Karpfen                                              | bis 1663                           | schwäbisches Adelsgeschlecht |                                                                   |
| Karras                                               | 1206                               | meißnerischer Uradel |                                                                   |
| Karstedt                                             | seit 1271                          | altmärkischens Uradelsgeschlechts |                                                                   |
| Karthausen                                           | bis 17. Jh.                        | erloschenes westfälisches Adelsgeschlecht |                                                                   |
| Kaskel                                               | seit 1742                          | sächsisches Adelsgeschlecht, jüdischer Abstammung; 1867 österreichischer Adelsstand; 1869 österreichischer Freiherrnstand |                                                                   |
| Kastl                                                | 11. / 12. Jh.                      | edle Familie des Mittelalters, die nur selten als Grafen bezeichnet werden |                                                                   |
| Kastner                                              | ?                                  | verschiedene bayerische Geschlechter: Kastner von Amberg, Kastner von Haisnbach, Kastner von Pilsting, Kastner von Nappurg, Kastner von Pechhofen, Castner von Mauheim, Kastner von Schnaittach | Kastner von Schnaittach                                           |
| Kastner von Sigmundslust                             | ab 1587                            | tirolerisches Briefadelsgeschlecht; 1587 rittermäßiger Adelsstand; 1633 Adelsbestätigung |                                                                   |
| Katte                                                | seit 1221                          | altmärkischer Uradel; 1740 preußischer Grafenstand |                                                                   |
| Katzenbiß                                            | seit 1305                          | Adelsfamilie, die in Schlüchtern und dessen Umgebung begütert war |                                                                   |
| Katzenelnbogen                                       | 1095–1479                          | reichsunmittelbares, mittelrheinisches Grafengeschlecht |                                                                   |
| Katzler                                              | ?                                  | aus Österreich stammendes, später in Westfalen ansässiges Adelsgeschlecht |                                                                   |
| Katzmann                                             | ab 1290                            | hessisches Uradelsgeschlecht |                                                                   |
| Katzmair                                             | seit 1318                          | Münchner Patriziergeschlecht |                                                                   |
| Kaufungen                                            | seit 1231 (†)                      | meißnerischen Adelsgeschlecht |                                                                   |
| Kaunitz                                              | 1284                               | böhmisches Herrengeschlecht; 1664 Reichsgrafenstand für böhmische Linie; 1643 böhmischer Grafenstand, 1683 Reichsgrafenstand für mährische Linie |                                                                   |
| Kawer                                                | seit 15. Jh.                       | livländisches Uradelsgeschlecht |                                                                   |
| Keffenbrinck                                         | vor 1580 bis 1920                  | erloschenes ursprünglich rheinländisches, später pommersch-schwedisch-preußisches Geschlecht, schwedischer und preußischer Freiherrn- und Grafenstand |                                                                   |
| Keglevich de Buzin                                   | vor 1300                           | uradliges, kroatisch-ungarisches, sodann österreichisches Adelsgeschlecht |                                                                   |
| Keiser                                               | seit 1868                          | preußisches Adelsgeschlecht |                                                                   |
| Kellech                                              | 961–1639                           | thüringisches Adelsgeschlecht |                                                                   |
| Keller                                               | seit 1229                          | preußisches, Thüringer, baltisches, russisches und sächsisches Adelsgeschlecht |                                                                   |
| Kemmaten                                             | 1125–1600                          | fränkisches und Thüringer Adelsgeschlecht |                                                                   |
| Kemnat / Kemnaten-Langfurth                          | ab 1283                            | mittelfränkisches Adelsgeschlecht |                                                                   |
| Kempenich                                            |                                    | erloschenes edelfreies Geschlecht mit Stammsitz auf der Burg Kempenich in der Hocheifel |                                                                   |
| Kemptner                                             | ab 1586                            | bayerisch-österreichisches Briefadelsgeschlecht; 1586 reichs- und erbländischer Adelsstand, 1630 Aufnahme unter die neuen niederösterreichischen Ritterstandsgeschlechter |                                                                   |
| Keppel                                               | ?                                  | ursprünglich niederländisch-westfälisches Adelsgeschlecht, das heute nur noch als Earls of Albemarle im Vereinigten Königreich blüht |                                                                   |
| Keppel                                               | bis 1727                           | westfälisches Adelsgeschlecht, Burgmänner zu Burg Nienborg |                                                                   |
| Kerberg                                              | seit 12. Jh.                       | mecklenburgisches Adelsgeschlecht |                                                                   |
| Kerckerinck                                          | seit 1267                          | uradelige Familie im Münsterland; 1710 Reichsfreiherren |                                                                   |
| von der Kere                                         | 1520 bis ?                         | erloschenes thüringisch-fränkisches Adelsgeschlecht |                                                                   |
| Kerkring                                             | 1350–1736                          | ursprünglich aus Westfalen stammendes Adelsgeschlecht, das im Lübecker Patriziat aufstieg |                                                                   |
| Kerpen                                               | 1065–1866                          | vermutlich ursprünglich edelfreies Uradelsgeschlecht, das als Reichsministeriale in Kerpen an der Erft mit dem Burggrafenamt der Reichsfestung belehnt und auch in Kerpen in der Eifel ansässig war |                                                                   |
| Kerssenbrock                                         | seit 1265                          | ostwestfälischer Uradel |                                                                   |
| Kessel                                               | 1085–1305                          | hochmittelalterliches Grafengeschlecht im Maas-, Mühl- und Nievenheimer Gau; Stammsitz Kessel an der Maas |                                                                   |
| Kessel                                               | seit 1388                          | thüringischer Uradel; 1747 preußischer Grafenstand; 1873 preußischer Freiherrenstand als von Kessel und Zeutsch |                                                                   |
| Kessel genannt Bormann                               | ?                                  | westfälisches Adelsgeschlecht |                                                                   |
| Kessel von Bergen                                    | ab 1355                            | Adelsgeschlecht im Westerwald |                                                                   |
| Kesselstatt                                          | seit 1297                          | hessischer Uradel; 1688 Reichsfreiherrenstand; 1816 Immatrikulation bei der bayerischen Grafenklasse |                                                                   |
| Kessinger                                            | ab 1790                            | sächsisches Briefadelsgeschlecht; 1790 Adelsstand |                                                                   |
| Kesteloot                                            | 18. – 19. Jh.                      | preußisches Adelsgeschlecht der Herren und Barone von Kesteloot(t), ursprünglich aus den Niederlanden stammend |                                                                   |
| Ketelhodt                                            | seit 1230                          | niedersächsisch-mecklenburgisches Uradelsgeschlecht |                                                                   |
| Ketteler                                             | seit 1210                          | westfälischer Uradel; 1675 Reichsfreiherren |                                                                   |
| Kettenburg                                           | seit 1344                          | ursprünglich lüneburgisches, später vor allem in Mecklenburg begütertes Adelsgeschlecht |                                                                   |
| Keudell                                              | seit 1227                          | hessischer Uradel; eine gleichnamige Briefadelsfamilie führt ihre Herkunft auf das hessische Uradelsgeschlecht zurück – sie erhielt 1789 eine preußische Adelsbestätigung |                                                                   |
| Keuschburg                                           | seit 1301                          | schlesisch-böhmisches Adelsgeschlecht |                                                                   |
| Kevernburg                                           | frühes Mittelalter bis 1385        | Thüringer Hochadel im Mittelalter |                                                                   |
| Keyserlingk                                          | seit 1300                          | bürgerliches Geschlecht aus Westfalen; 1631 Immatrikulation bei der I. Klasse der kurländischen Ritterschaft; 1741 Reichsgrafenstand für Haus Blieden; 1844 preußische Genehmigung zur Fortführung des Freiherrentitels für Haus Blankenau. |                                                                   |
| Khälß von Khälßberg                                  | ?                                  | österreichisches Adelsgeschlecht; Adelserhebung zwischen 1440 und 1493; 1612 Reichsadelstand |                                                                   |
| Khaynach                                             | seit 1042                          | österreichisches Adelsgeschlecht, das später auch in Westfalen und im Rheinland ansässig war; 1553 Freiherrenstand |                                                                   |
| Khevenhüller                                         | seit 1330                          | in Kärnten beheimatetes Adelsgeschlecht des Hohen Adels; 1566 Freiherrenstand; Im 16. Jahrhundert Teilung in zwei Hauptlinien Khevenhüller-Frankenburg (1593 Reichsgrafen) und Khevenhüller-Hochosterwitz (1725 Reichsgrafen und 1763 als Khevenhüller-Metsch Fürsten). |                                                                   |
| Khisl                                                | ab 1554                            | aus dem Herzogtum Krain stammendes Briefadelsgeschlechts, das auch im Herzogtum Steiermark begütert war |                                                                   |
| Khuen von Belasy                                     | seit 1111                          | aus Tirol stammendes Adelsgeschlecht, das im 16. Jahrhundert auch in Niederösterreich und Böhmen ansässig wurde |                                                                   |
| Kieckebusch                                          | seit 1906 / 1913                   | preußische Adelsgeschlechter |                                                                   |
| Kielchen                                             | seit 17. Jh.                       | deutsch-baltisch-russisches Adelsgeschlecht |                                                                   |
| Kielmansegg                                          | ?                                  | drei Adelsgeschlechter in Württemberg, Holstein / Hannover und Westfalen, die nicht miteinander stammverwandt sind | Württemberg Holstein / Hannover                                   |
| Kien                                                 | seit 13. Jh.                       | Schweizer Adelsgeschlecht | –                                                                 |
| Kienberg                                             | 1173–1517                          | Schweizer Adelsgeschlecht |                                                                   |
| Kiesenwetter                                         | seit 1565                          | kursächsisches Adelsgeschlecht |                                                                   |
| Kieseritzky                                          | seit 1865                          | deutsch-baltisches Adelsgeschlecht |                                                                   |
| Kieter                                               | seit 1791                          | deutsch-baltisches Adelsgeschlechts; 1791 Reichsadel |                                                                   |
| Kilholz                                              | 1258–1345                          | erloschenes fränkisches Adelsgeschlechts |                                                                   |
| Kinckel                                              | seit 1752                          | süddeutsches Adelsgeschlecht |                                                                   |
| Kindler von Zackenstein                              | seit 1573                          | brandenburgisches Adelsgeschlecht |                                                                   |
| Kinsky                                               | seit 1237                          | böhmischer Uradel; 1628 Reichsgrafenstand; 1746 böhmischer Fürstenstand, 1746 Reichsfürstenstand; die Nachgeborenen führen des Titels Graf Kinsky von Wchinitz und Tettau. |                                                                   |
| Kipe                                                 | 1638–1751                          | erloschenes niedersächsisches Adelsgeschlecht; 1638 Reichsadelsstand, 1688 Reichsfreiherrenstand |                                                                   |
| Kirchbach                                            | seit 1490                          | sächsisches Adelsgeschlecht; 1663 Adelsstand; 1720 und 1913 Freiherrnstand; 1918 Grafenstand |                                                                   |
| Kirchberg (Thüringen, Hainleite)                     | 12. bis 14. Jh.                    | thüringisches Adelsgeschlecht, das auf dem Kirchberg, einem Höhenzug in der Hainleite, lebte |                                                                   |
| Kirchberg (Thüringen, Hausberg)                      | 1149–1799                          | deutsches Adelsgeschlecht in Thüringen, Reichsministeriale |                                                                   |
| Kirchberg (Thüringen, Kerbscher Berg)                | ab 1134                            | Thüringer Edelherrengeschlecht |                                                                   |
| Kirchberg (Schwaben)                                 | bis 1510                           | schwäbisches Hochadelsgeschlecht |                                                                   |
| Kittlitz                                             | seit 1160                          | ursprünglich edelfreier Uradel aus der Oberlausitz, seit etwa 1560 den Freiherren |                                                                   |
| Klebeck                                              | ?                                  | ursprünglich aus Westfalen stammendes, später im Baltikum ansässiges Adelsgeschlecht |                                                                   |
| Klebelsberg                                          | ?                                  | aus Tirol stammendes böhmisches Adelsgeschlecht; 1669 Freiherrnstand; 1702 bzw. 1733 Grafenstand |                                                                   |
| Kleinsorgen                                          | seit 1464                          | preußisches und österreichisches Adelsgeschlecht |                                                                   |
| Kleist                                               | seit 1263                          | pommerscher Uradel; Haus Rath: 1829 preußische Anerkennung des Freiherrenstandes; Haus Redel: 1831 preußischer Freiherrenstand; Haus Susten: 1861 preußische Erlaubnis zur Fortführung des Freiherrentitels; Haus Wendisch-Tychow: 1869 preußischer Grafenstand; Haus Zützen: preußischer Grafenstand; Kleist von Loß: 1823 Namen- und Wappenvereinigung mit den Grafen von Loß; Kleist v. Nollendorf: 1814 preußischer Grafenstand; Kleist-Retzow: 1814 preußische Namens- und Wappenvereinigung mit den erloschenen von Retzow.                                                                             |                                                                   |
| Klencke                                              | seit 1231                          | niedersächsisches Uradelsgeschlecht |                                                                   |
| Klepping                                             | bis 1770                           | westfälisches Adelsgeschlecht |                                                                   |
| Klepping                                             | bis 1740                           | westfälisches Adelsgeschlecht |                                                                   |
| Klewitz                                              | seit 1803                          | preußisches Adelsgeschlecht, das aus Aschersleben stammt |                                                                   |
| Klinckowström                                        | seit 15. Jh. (möglicherweise 1320) | Die ratssässigen Vorfahren lebten noch im 15.–17. Jahrhundert unter dem Namen Klinkow oder Klinckow in Stralsund und stammten möglicherweise aus dem gleichnamigen Ort bei Prenzlau, wo bereits 1320 ein gleichnamiges, ´burglehnbesitzendes und ratsgesessenes Geschlecht beurkundete. Zweige der Familie ließen sich in Schweden, Ostpreußen und Österreich nieder. 1678 bzw. 1690 unter dem Namen Klinkowström schwedischer Adelsstand, ein Zweig (†) erhielt 1682 unter dem Namen Klinkow von Friedenschild den schwedischen Adelsstand. 1759 schwedischer Freiherrenstand. 1798 preußischer Grafenstand. |                                                                   |
| Klingen                                              | 1169-Anfang 15. Jh.                | erloschenes mittelalterliches Geschlecht |                                                                   |
| Klingenberg (Lübeck)                                 | 1299–1783                          | erloschenes lübisch-dänisches Adelsgeschlecht; Mitglied der Zirkelgesellschaft; 1669 dänischer Adelsstand |                                                                   |
| Klingenberg (Schwaben)                               | 1200–1583                          | erloschenes schwäbisches Adelsgeschlecht |                                                                   |
| Klingenberg genannt Schöler                          | bis 1776                           | erloschenes westfälisches Patrizier- und Adelsgeschlecht; 1708 kaiserliche Bestätigung des Adels |                                                                   |
| Klingfurth                                           | seit 13. Jh.                       | österreichisches Adelsgeschlecht in Niederösterreich, die sich nach der heutigen Walpersbacher Katastralgemeinde Klingfurth nannte |                                                                   |
| Klinggräff                                           | seit 1715                          | Mecklenburger Adelsgeschlecht |                                                                   |
| Klingsporn                                           | um 1210                            | schwedisches, preußisches und baltisches Adelsgeschlecht |                                                                   |
| Klinski                                              | seit 1295                          | auch Rautenberg-Klinski, Pommerellischer Uradel, Lehnsadel des Deutschen Ordens, ein Zweig der Rautenberg (Hildesheim), eines Stammes mit den Rautenberg-Garczynski |                                                                   |
| Klitzing                                             | seit 1265                          | mittelmärkischer Uradel |                                                                   |
| Kloch von Kornitz                                    | ?                                  | schlesisches Adelsgeschlecht |                                                                   |
| Klocke                                               | ?                                  | westfälisches Adelsgeschlecht |                                                                   |
| Kloeden                                              | seit 1162                          | altmärkisches Uradelsgeschlecht |                                                                   |
| Klopmann                                             | seit 1260                          | aus Westfalen stammendes, später auf dem Baltikum ansässiges Adelsgeschlecht |                                                                   |
| Klot                                                 | seit 1501                          | livländisches Geschlecht Klot a.d.H. Heydenfeldt, 1527 kaiserlichen Wappenbrief, 1557 kaiserlich Adelsbestätigung, 1742 Livländische Ritterschaft, 1752 schwedischer Freiherrnstand Klot-Trautvetter, 1846 preußische Anerkennung des Freiherrnstandes, 1871 preußischer Grafenstand |                                                                   |
| Klotz                                                | seit 1785                          | ursprünglich bürgerliches Geschlecht, das aus dem Vogtland stammt und in Hessen, Mecklenburg und Brandenburg ansässig wurde; sächsischer Zweig wurde 1785 in den Reichsadel erhoben |                                                                   |
| Klüchtzner                                           | seit (1487) 1638                   | sächsisches Geschlecht, erscheint ab 1638 in Kurland (†) im unbeanstandeten Adelstand, 1841 Immatrikulation bei der kurländischen Ritterschaft, 1834 und 1862 russischer Baron, Ausbreitung nach Preußen (†) und Sachsen |                                                                   |
| Klützow                                              | seit 1269                          | brandenburgisches Adelsgeschlecht |                                                                   |
| Klüx                                                 | 1282 bis 1903                      | Oberlausitzer Adelsgeschlecht |                                                                   |
| Knabenau                                             | seit 1147                          | schlesischer Uradelsgeschlecht, natürliche Barone; erscheint ab 1501 in Kurland im unbeanstandeten Adelstand, 1685 polnische Genehmigung zur Fortführung des seit alters geführten Freiherrentitels, 1841 das Indigenat der kurländischen Ritterschaft, 1853 / 1862 kurländische und russische Anerkennung der Führung des Titels Baron |                                                                   |
| Knappitsch                                           | seit 1775                          | österreichisches Adelsgeschlecht, das in Kärnten entstand |                                                                   |
| Knebel (Knebel Doeberitz)                            | 1495                               | mittelfränkisches Briefadelsgeschlecht; 1581 Wappenbrief; 1756 preußischer Adelsstand; 1759 Reichsadelsstand; 1809 preußische Namens- und Wappenvereinigung mit von Doeberitz als von Knebel Doeberitz. |                                                                   |
| Knebel von Katzenelnbogen                            | 1252                               | rheinischer Uradel; 1710 Reichsfreiherrenstand |                                                                   |
| Knehem                                               | 1276 bis ca. 1620                  | erloschenes westfälisches Adelsgeschlecht |                                                                   |
| Kneitlingen                                          | bis 1739                           | erloschenes niedersächsisches Adelsgeschlecht |                                                                   |
| Knesebeck                                            | seit 1207 / 1244                   | altmärkischer (weißer Stamm) und niedersächsischer (schwarzer Stamm) Uradel; 1870 königlich-preußischer Freiherrenstand als von dem Knesebeck-Milendonck |                                                                   |
| Knichen                                              | seit 17. Jh.                       | aus Aschersleben stammendes schlesisches Adelsgeschlecht; frühes 17. Jh. Reichsadelsstand, 1736 böhmischer Freiherrnstand |                                                                   |
| Kniestedt                                            | seit 1221                          | Adelsgeschlecht, das aus hildesheimischen Ministerialengeschlecht hervorgegangen ist |                                                                   |
| Knigge                                               | seit 1241                          | niedersächsischen Adelsgeschlechts, das zum Calenbergischen Uradel gehört, Reichsfreiherrenstand 1665 |                                                                   |
| Knippenburg                                          | bis Anfang 18. Jh.                 | erloschenes westfälisches Adelsgeschlecht |                                                                   |
| Knippinck                                            | bis 1685                           | erloschenes westfälisches Adelsgeschlecht |                                                                   |
| Knobelsdorff                                         | seit 1203                          | meißnerischer Uradel; 1699 böhmischer Freiherrenstand, 1826 Eintragung in die Adelsliste der preußischen Provinz Posen als Freiherren; 1837 niederländisches Baronat |                                                                   |
| Knoblauch                                            | seit 1316                          | havelländischer Uradel |                                                                   |
| Knoblauch zu Hatzbach                                | seit 1292                          | hessischer Uradel |                                                                   |
| Knobloch                                             | seit 1292                          | meißnerischer Uradel |                                                                   |
| Knoll von Dornhof                                    | 1794–1859                          | erloschene geadelte Bozner Kaufmannsfamilie; 1794 Adelsstand |                                                                   |
| Knöringen                                            | 1197 bis ?                         | erloschener (?), schwäbischer Uradel; 1669 Reichsfreiherrenstand |                                                                   |
| Knorr von Rosenroth (Hessen)                         | seit 1802                          | Adelsgeschlecht, 1817 mit großherzoglich hessischer Bestätigung |                                                                   |
| Knorr von Rosenroth (Schlesien) / Knorr (Österreich) | seit 1535                          | schlesisches Adelsgeschlecht; 1535 Erhebung in den Adelsstand; österreichische Linie 1857 erloschen |                                                                   |
| Knorring                                             | seit 1123                          | eichsfeldisches, später deutsch-baltisches Adelsgeschlechts, Ausbreitung nach Schweden, Finnland, Russland und Chiele, schwed. und russ. Freiherrenstand |                                                                   |
| Knut (Baltikum)                                      | 1?                                 | Adelsgeschlecht in Livland |                                                                   |
| Knut (Brandenburg)                                   | 18. Jh.                            | brandenburgisches Adelsgeschlecht |                                                                   |
| Knut (Hinterpommern)                                 | 1307–1762/3                        | hinterpommersches Adelsgeschlecht; 1762/3 im Mannesstamm erloschen |                                                                   |
| Knut (Neumark)                                       | ab 1680                            | Adelsgeschlecht in der Neumark |                                                                   |
| Knut (Sachsen)                                       | ?                                  | altenburgisches Adelsgeschlecht |                                                                   |
| Knuth                                                | seit 1230/4                        | mecklenburgisches, pommersches und dänisches Adelsgeschlecht |                                                                   |
| Knutonen                                             | 1140 bis 17. Jh.                   | altritterliches Geschlecht in Thüringen, Sachsen, im Kurkreis und Meißen |                                                                   |
| Kynbe von Ostendorp (genannt Bockemul)               | 1296 bis Anfang 17. Jh.            | erloschenes sauerländisches Adelsgeschlecht |                                                                   |
| Kobolt (von Tambach)                                 | ab 1573                            | bayerisch-westfälisches Adelsgeschlecht |                                                                   |
| Kobrinck                                             | seit 1370                          | westfälisches Adelsgeschlecht |                                                                   |
| Kobstädt und Malsleben                               | seit 1199                          | Thüringer Adelsgeschlecht |                                                                   |
| Kochendorf                                           | 1222–1450                          | erloschenes schwäbisches Edelherrengeschlecht, das später in die Ministerialität und den niederen Adel abstieg |                                                                   |
| Kochtizky                                            | seit 1309                          | schlesischer Uradel, 1610 Freiherrnstand |                                                                   |
| Köckritz                                             | seit 1209                          | vogtländischer Uradel, 1840 preußischer Freiherrenstand |                                                                   |
| Koethen                                              | ab 1159                            | anhaltischer Uradel |                                                                   |
| Koháry                                               | seit 1470                          | ungarisches, zuletzt gefürstetes Adelsgeschlecht. Durch die Heirat von Ferdinand Georg von Sachsen-Coburg-Saalfeld mit Prinzessin Maria Antonie Gabriele von Koháry ging es im Haus Sachsen-Coburg-Koháry auf |                                                                   |
| Köhler                                               | 1103–1727                          | erloschenes sächsisches Adelsgeschlecht |                                                                   |
| Köhler                                               | seit 1545                          | ursprünglich aus Halberstadt stammenden Patriziergeschlechts, welches sich späterhin in Livland, Schweden und Finnland ausbreitet hat |                                                                   |
| Köhler                                               | seit 1735                          | preußisches Adelsgeschlecht |                                                                   |
| Kohlo                                                | 1497 / 1516 bis 18. Jh.            | Adelsgeschlecht in der Nieder- und Oberlausitz |                                                                   |
| Kolb von Wartenberg                                  | seit 1202                          | Reichsministerialengeschlecht; benannt nach der Burg Wartenberg in Kaiserslautern |                                                                   |
| Koler von Neunhof                                    | 1246–1688                          | Patrizierfamilie aus Nürnberg |                                                                   |
| Kolff                                                | 1228–1832                          | rheinländisches Adelsgeschlecht |                                                                   |
| Köller                                               | seit 1280                          | pommersches Uradelsgeschlecht |                                                                   |
| Koller                                               | 1810 und 1883                      | mehrere nicht-verwandte österreichische Briefadelsgeschlechter: Koller (1783) – erblicher Ritterstand; Koller (1810) – österreichische Freiherren; Koller (1883) – österreichischer Adel 1883, österreichischer Freiherrenstand 1912. |                                                                   |
| Koller (Thüringen)                                   | vor 1486                           | thüringisches Uradelsgeschlecht |                                                                   |
| Köllnbach                                            | 1112–1712                          | bayerisch-österreichisches Uradelsgeschlecht |                                                                   |
| Kollonitz von Kollograd                              | ?                                  | altes, ursprünglich kroatisches, sodann österreichisches und auch ungarisches Adelsgeschlecht |                                                                   |
| Kolmatsch                                            | 1267–1573                          | thüringisches Adelsgeschlecht |                                                                   |
| Kolowrat                                             | seit 1347                          | Uradel aus Böhmen und Mähren, Reichsgrafenstand mit Wappenbesserung 1624, königlich böhmische Verleihung des Prädikats „Hoch- und Wohlgeboren“ 1626, Reichsgrafenstand 1658, böhmische Bestätigung des Grafenstandes 1660 |                                                                   |
| Kommerstaedt                                         | seit 1538                          | meißnisches Adelsgeschlecht |                                                                   |
| Könemann                                             | seit 1773                          | mecklenburgisches Adelsgeschlecht; 1773 Nobilitierung |                                                                   |
| König                                                | seit 1531                          | dem Patriziat angehörende Großhändler- und Ratsherrenfamilie in Kempten im Allgäu |                                                                   |
| Königsberg (Österreich)                              | 12. Jh. bis 1653                   | Ritterfamilie mit Besitzungen in der Steiermark, der Buckligen Welt und dem Burgenland |                                                                   |
| Königsberg (Westfalen)                               | 1241–1499                          | westfälisches Adelsgeschlecht; verwandt mit den Grafen von Dortmund |                                                                   |
| Königsdorff                                          | 1705–2004                          | erloschenes schlesisches Briefadelsgeschlecht; 1705 böhmischer Ritterstand, 1788 preußischer Grafenstand, |                                                                   |
| Königsegg                                            | seit 1251                          | schwäbischer Uradel; 1613 Freiherren für die schwäbische Linie, 1629 Reichsgrafen für dieselben; 1712 Anerkennung des Freiherrenstandes für die preußische Linie |                                                                   |
| Königsfeld                                           | 1261–1808/10                       | bayerisches Uradelsgeschlecht |                                                                   |
| Königsmarck                                          | seit 1247                          | altmärkischer Uradel; 1651 schwedischer Grafenstand; 1708 Reichsfreiherrenstandsbestätigung; 1817 preußischer Grafenstand |                                                                   |
| Königswarter                                         | seit 1860                          | österreichisch-ungarisches Adelsgeschlecht jüdischer Herkunft, dessen Name sich vom tschechischen Ort Königswart herleitet; 1860 österreichischer Ritterstand; 1870 Freiherrenstand |                                                                   |
| Könitz                                               | seit 1064                          | ursprünglich thüringisches, später auch fränkisches Uradelsgeschlecht; 1818 Immatrikulation in Bayern bei der Freiherrenklasse. |                                                                   |
| Könneritz                                            | seit 1348                          | thüringischer Uradel; 1609 erbländisch-österreichischer Freiherrenstand für österreichische Linie; Belgische Grafen (1864 königlich-sächsische Anerkennung) für die Sächsische Linie |                                                                   |
| Konradiner                                           | 832–1036                           | fränkisches Grafengeschlecht | –                                                                 |
| Koppelow                                             | seit 1320                          | mecklenburgischer Uradel |                                                                   |
| Köppen                                               | seit 1717                          | preußisches Adelsgeschlecht; 1717 Erhebung in den Adelsstand |                                                                   |
| Koppenfels                                           | seit 1754                          | thüringisch-sächsisches Briefadelsgeschlecht |                                                                   |
| Koppenstein                                          | seit 14. Jh.                       | rheinfränkisches Adelsgeschlecht |                                                                   |
| Kopperitz                                            | ab 1225                            | Lausitzer Uradelsgeschlecht |                                                                   |
| Korckwitz                                            | ?                                  | erloschenes schlesisches Adelsgeschlecht |                                                                   |
| Korff                                                | seit 1241                          | westfälischer Uradel; Freiherrenstand und Grafenstand für unterschiedliche Häuser |                                                                   |
| Korte                                                | 1326 bis mind. 1672                | westfälisches Adelsgeschlecht |                                                                   |
| Kortmann                                             | 1769–1773                          | erloschenes westfälisches Adelsgeschlecht |                                                                   |
| Kortzfleisch                                         | seit 1460                          | westfälisches Adelsgeschlecht |                                                                   |
| Koschembahr                                          | seit 1361                          | schlesischer Uradel |                                                                   |
| Koseritz                                             | seit 1344                          | oberlausitzer Adelsgeschlecht |                                                                   |
| Koskull                                              | seit 1302                          | baltischer Uradel; 1638 schwedisches, 1742 livländisches, 1777 estländisches und 1841 kurländisches Indigenat; 1719 und 1720 schwedischer, 1834 preußischer, 1862 und 1879 russischer Freiherrnstand; 1803 Reichs- und 1898 russischer Grafenstand |                                                                   |
| Kospoth                                              | seit 1173                          | Uradel aus Thüringen; Haus Zantoch: 1711 Reichsgrafenstand; Haus Halbau: 1751 Reichsgrafenstand; Haus Briese: 1776 preußischer Grafenstand; Haus Mühltroff: 1790 Reichsgrafenstand |                                                                   |
| Koss                                                 | seit 1230                          | mecklenburgisches Adelsgeschlecht |                                                                   |
| Kostka                                               | seit 1246                          | masowischer Uradel, Zweig der edlen Herren v. Rostkowski, 16. Jahrhundert Reichsgrafenstand, in Pommerellen Kostka v. Sternberg, 1759 österreichischer Adelsstand für die mährische Linie v. Liebinsfeld |                                                                   |
| Kostka von Postupitz                                 | (?) 14. Jh. bis Mitte 16. Jh.      | böhmisches Adelsgeschlecht |                                                                   |
| Kotsch                                               | ab 1792                            | sächsisches Briefadelsgeschlecht; 1792 Adelsstand |                                                                   |
| Kötschau                                             | ?                                  | drei verschiedene Adelsfamilien, die im Merseburger Raum beheimatet waren | Kötschau an der Geisel Kötschau auf Kötzschau Kötschau auf Dölzig |
| Kottulinsky                                          | ?                                  | schlesisch-österreichisches Adelsgeschlecht; 1518 Freiherrenstand; 1645, 1652, 1666 und 1724 böhmischer Freiherrenstand; 1706 alter böhmischer Grafenstand; 1748 preußischer Grafenstand |                                                                   |
| Kottwitz                                             | seit 1216                          | niederschlesische Uradelsfamilie mit gleichnamigem Stammhaus Kottwitz, dem heutigen Kotowice bei Breslau. 1721/4 böhmische Freiherren. |                                                                   |
| Kottwitz von Aulenbach                               | 1222–1699                          | fränkisches Adelsgeschlecht, 1699 im Mannesstamm erloschen |                                                                   |
| Kotz von Dobrz                                       | seit 1377                          | böhmisches Uradelsgeschlecht und ein österreichisches Hochadelsgeschlecht |                                                                   |
| Kotzau                                               | 1234–1640; 1738–1976               | erloschenes fränkisches Adelsgeschlecht.–1738 Neugründung als Reichsfreiherren; erloschen 1976. |                                                                   |
| Kotze                                                | seit 1234                          | altes, obersächsisch-magdeburgisches Adelsgeschlecht |                                                                   |
| Kotzebue                                             | seit 1420                          | deutsch-baltisches und russisches Briefadelsgeschlecht; 1785 russischer erblicher Adelsstand; 1874 russischer Grafenstand |                                                                   |
| Kracht                                               | seit 13. Jh.                       | preußisches Adelsgeschlecht |                                                                   |
| Kraewel                                              | seit 1826                          | preußisches Adelsgeschlecht |                                                                   |
| Krafft von Festenberg                                | ?                                  | Patriziergeschlecht aus Ulm |                                                                   |
| Krafft-Ebing                                         | seit 1770                          | bayerisches Adelsgeschlecht |                                                                   |
| Krage                                                | ?                                  | Thüringer Adelsgeschlecht |                                                                   |
| Krahwinkel                                           | 14. Jh. bis 1625/30                | altritterliches Geschlecht im Bistum Merseburg und Kurfürstentum Sachsen. |                                                                   |
| Kraiger von Kraigk                                   | 1091 bis Anfang 17. Jh.            | altes Ministerialgeschlecht Kärntens. Seit Ende des 13. Jahrhunderts auch in Böhmen und Mähren |                                                                   |
| Krakewitz                                            | seit 1303                          | rügenscher Uradel, 1797 preußische Adelslegitimation für natürlichen Sohn unter Beibehaltung des väterlichen Namen und Wappen |                                                                   |
| Kralik von Meyrswalden                               | seit 1877                          | ursprünglich böhmische Familie, die 1877 in den österreichischen Ritterstand erhoben wurde |                                                                   |
| Kramsta                                              | seit 1859                          | Unternehmerfamilie aus Schlesien, die 1859 in den erblichen Adelsstand erhoben wurde |                                                                   |
| Krane                                                | seit 1429                          | altes, westfälisches Briefadelsgeschlecht; 1878 preußische Genehmigung zur Führung des Freiherrentitels |                                                                   |
| Kranich von Kirchheim                                | seit 13. Jh.                       | pfälzisches Adelsgeschlecht |                                                                   |
| Kranichfeld                                          | 1143 bis ca. 1380                  | Thüringer Dynastengeschlecht |                                                                   |
| Kransberg                                            | ersterwähnt 1220/2 bis ca. 1310    | Niederadligengeschlecht im Taunus |                                                                   |
| Krassow                                              | seit 1294                          | rügenscher Uradel; 1707 schwedischer Freiherrenstand; 1840 schwedischer Grafenstand |                                                                   |
| Kratz von Scharfenstein                              | ?                                  | rheinisch-moselländisches Adelsgeschlecht |                                                                   |
| Krauchthal                                           | 1181–1425                          | zähringische Ministerialenfamilie |                                                                   |
| Kraus                                                | seit 1864                          | österreichisches Adelsgeschlecht; 1864 Adelstandserhebung |                                                                   |
| Kraus von Sala                                       | seit 15. Jh.                       | briefadeliges Geschlechts aus Ungarn; 1563 Tiroler Adelsstand; 1607 Reichsadelsstand |                                                                   |
| Krawarn                                              | 1282 bis 15. Jh.                   | ursprünglich ein Zweig des Geschlechts von Beneschau, (tschechisch z Benešova) von Bechin (z z Bechyně), Mrácký z Dubé. |                                                                   |
| Krechting                                            | bis ca. 1550                       | westfälisches Adelsgeschlecht |                                                                   |
| Kreckwitz                                            | 1312 bis 19. Jh.                   | erloschenes schlesisches Adelsgeschlecht |                                                                   |
| Kregel von Sternbach                                 | 1697–1789                          | aus einer mitteldeutschen Kaufmannsfamilie hervorgegangenes sächsisches Adelsgeschlecht |                                                                   |
| Kreisbach                                            | 1110–1415                          | niederösterreichisches Adelsgeschlecht, dessen Stammsitz das Schloss Kreisbach war |                                                                   |
| Kreischelwitz                                        | 1470–1682                          | erloschenes schlesisches Uradelsgeschlecht |                                                                   |
| Kremer                                               | 1342–1580                          | westfälisches Adelsgeschlecht |                                                                   |
| Krempelhuber                                         | seit 1602                          | aus Bayern stammende Briefadelsfamilie; 1790 Reichsadelsstand |                                                                   |
| Krenkingen                                           | seit 1202                          | Ritter- und Adelsgeschlecht in der Landgrafschaft Klettgau |                                                                   |
| Kreß von Kressenstein                                | 1270                               | eine der ältesten Patrizierfamilien der Freien Reichsstadt Nürnberg; 1530 Reichsadelsbestätigung; |                                                                   |
| Kretier                                              | bis 15. Jh.                        | westfälisches Adelsgeschlecht |                                                                   |
| Krevet                                               | bis 1638                           | westfälisches Adelsgeschlecht |                                                                   |
| Kriegelstein von Sternfeld                           | ab 1703 bzw. 1792/3                | zwei nichtverwandte deutsch-bömische Briefadelsgeschlechter |                                                                   |
| Kries                                                | 1595                               | aus Thüringen stammende Familie; 1840 preußischer Adelsstand |                                                                   |
| Kröcher                                              | seit 1184                          | Uradelsgeschlecht aus dem Erzbistum Magdeburg |                                                                   |
| Krockow                                              | seit 1292                          | Uradelsgeschlecht aus Pomerellen, 1786 preußischer Grafenstand |                                                                   |
| Krogh                                                | seit 16. Jh.                       | niedersächsisches und dänisches Adelsgeschlecht |                                                                   |
| Kromayer                                             | ?                                  | lausitzisch-schlesisches Adelsgeschlecht |                                                                   |
| Kromsdorf                                            | 1150 bis Ende 17. Jh.              | obersächsisch-thüringisches Adelsgeschlecht |                                                                   |
| Kronenfeldt                                          | seit 17. Jh.                       | deutsch-böhmisches Adelsgeschlecht |                                                                   |
| Kronenfels                                           | seit 1744                          | österreichisches Adelsgeschlecht; 1744 erbländisch-österreichischer Ritterstand |                                                                   |
| Kropff                                               | seit 1560                          | 1560 Reichsadel; 1817 Immatrikulation in die Bayerische Ritterschaft; |                                                                   |
| Krosigk                                              | seit 1143                          | obersächsisches Uradelsgeschlecht; 1656 Reichsfreiherren; |                                                                   |
| Krüdener                                             | seit 1289                          | deutsch-baltisches Adelsgeschlecht, 1855 russischer Freiherrnstand, 1877 Namensvereinigung Krüdener–Struve |                                                                   |
| Krug von Nidda                                       | seit 1412                          | hessisches Adelsgeschlecht; 1648 kaiserlicher Wappenbrief, 1703 Reichsadelsbestätigung, später hessische, preußische und sächsische Adelsbestätigungen sowie Reichsadelsbestätigungen für einzelne Angehörige |                                                                   |
| Krumau                                               | 1213–1302                          | erloschenes böhmisches Adelsgeschlecht |                                                                   |
| Krümmel                                              | 1355–1602                          | pommerscher Uradel |                                                                   |
| Krummendiek                                          | seit 1208                          | holsteinisches und dänisches Adelsgeschlecht aus Krummendiek in den Elbmarschen |                                                                   |
| Krummensee                                           | 1375–1827                          | altes Raubritter-, Höflings- und Gutsherrengeschlecht |                                                                   |
| Kruse                                                | seit 1266                          | mecklenburgisches Adelsgeschlecht, 1679 schwedischer Freiherrenstand (Linie blüht), 1812 nassauische Anerkennung des Freiherrenstandes (1848 erloschen) |                                                                   |
| Kuchler                                              | seit 1160/70                       | rittermäßige Familie im Erzstift Salzburg und im oberösterreichischen Mattiggau |                                                                   |
| Küchlin                                              | seit 1234                          | südbadisches Adelsgeschlecht |                                                                   |
| Küchmeister                                          | 1274–1861                          | erloschenes meißnerisches Uradelsgeschlecht; seit dem 16. Jahrhundert auch als Küchmeister von Sternberg; 1840 preußischer Grafenstand (Primogenitur) |                                                                   |
| Kückelsheim (Essen)                                  | bis ca. 1430                       | erloschenes westfälisches Adelsgeschlecht |                                                                   |
| Kückelsheim (Lüdinghausen)                           | bis kurz nach 1800                 | erloschenes westfälisches Adelsgeschlecht |                                                                   |
| Küdorfer                                             | 1236–1599                          | eine der ältesten Patrizierfamilien der Freien Reichsstadt Nürnberg; |                                                                   |
| Kuefstein                                            | seit 1407                          | österreichisches Hochadelsgeschlecht – 1602 Reichs- und erbländisch-österreichischer Freiherrenstand; 1634 erbländisch-österreichischer Grafenstand; 1646 Reichsgrafenstandserneuerung |                                                                   |
| Kuenburg                                             | seit 14. Jh.                       | österreichisches Adelsgeschlecht |                                                                   |
| Kuenheim                                             | seit 1263                          | ursprünglich elsässisches Adelsgeschlecht; 1798 preußischer Grafenstand |                                                                   |
| Kuenringer                                           | 1132–1594                          | erloschenes österreichisches Ministerialengeschlecht |                                                                   |
| Kuepach                                              | seit 1552                          | tirolerisches später bayerisches und österreichisches Adelsgeschlecht |                                                                   |
| Kuffner                                              | seit 17. Jh.                       | jüdischer Herkunft, aus Lundenburg in Mähren stammendes Geschlecht des Weinbrenn- und Brauwesens, 1878 und 1900 Erhebung in den österr. Adelsstand als Edler von, 1896 ungarischer Adel mit „de Diószegh“, ungarisches Baronat 1904. |                                                                   |
| Kügelgen                                             | seit 1802                          | 1370 bremische Familie, gelangte im 17. Jahrhundert übers Rheinland im 18. Jahrhundert ins Baltikum; 1802 Reichsadelstand; 1910 sächsisches Indigenat; 1933 Immatrikulation bei der estländischen Ritterschaft |                                                                   |
| Kühbach                                              | ?                                  | hochmittelalterliches, bayerisches Grafengeschlecht | –                                                                 |
| Kuhl                                                 | 1310–1668                          | erloschenes schlesisches Uradelsgeschlecht |                                                                   |
| Kühlewein                                            | ab Anfang 17. Jh.                  | erloschenes fränkisch-sächsisch-preußisches Adelsgeschlecht; Erhebung in den Adelsstand Anfang des 17. Jh.; 1705 Adelsbestätigung und Neuverleihung Reichsadelsstand mit Wappenbesserung |                                                                   |
| Kuhmann                                              | bis 1687                           | westfälisch, hessisches Adelsgeschlecht |                                                                   |
| Kühschmalz von Tarnau                                | bis 1708                           | erloschenes schlesisches Uradelsgeschlecht |                                                                   |
| Kummer                                               | ab 1786 / 1837                     | preußisches Briefsadelsgeschlecht |                                                                   |
| Kumpsthoff                                           | ab 15. Jh.                         | westfälisches Adelsgeschlecht |                                                                   |
| Künigl                                               | seit 1018                          | uradeliges Tiroler Rittergeschlecht; 1563 Freiherrn- und 1662 Grafenstand |                                                                   |
| Künsberg                                             | seit 1149                          | fränkisches Uradelsgeschlecht; 1691 Reichsfreiherrenstand für das Haus Thurnau; 1813/4 Freiherrenstand für die Häuser Hain-Schmeilsdorf, Kürnsees, Mandel, Nagel und Wernstein-Danndorf. |                                                                   |
| Kunstadt                                             | 1240 bis Ende 16. Jh.              | erloschenes mährisches Adelsgeschlecht |                                                                   |
| Kürn                                                 | bis 16. Jh.                        | erloschenes bayerisches Adelsgeschlecht |                                                                   |
| Kurnatowski                                          | 1386                               | großpolnisches Uradelsgeschlecht; 1902 erhielt ein Zweig der Posener Linie durch päpstliches Edikt den Grafentitel. |                                                                   |
| Kursell                                              | 1442                               | deutsch-baltisches Adelsgeschlecht, 1710 schlesische Linie † |                                                                   |
| Kurtzrock                                            | bis 1921                           | erloschenes Thüringer Adelsgeschlecht |                                                                   |
| Kurzbach                                             | 1292 bis ?                         | altes, deutsch-schlesisches Adelsgeschlecht; 1493 Reichsfreiherrnstand |                                                                   |
| Küssenberg                                           | seit 1135                          | süddeutsches Grafengeschlecht mit Sitz auf der Küssaburg im Klettgau |                                                                   |
| Küssow                                               | 1336 bis 1824                      | vorpommersches, zwischenzeitlich auch mecklengurgisches, später auch neumärkisches Geschlecht; 1723 Reichsgrafenstand, 1752 preußische Anerkennung des Grafenstandes |                                                                   |
| Kutzleben                                            | seit 1120                          | thüringisch-schwarzburgisch-hohnsteinisches Uradelsgeschlecht |                                                                   |
| Kutzschenbach                                        | ab 1739                            | Thüringer Briefadelsgeschlecht |                                                                   |
| Kwilecki                                             | seit 1383                          | großpolnisches, später preußisches Uradelsgeschlecht; 1816 preußischer Grafenstand |                                                                   |
| Kyaw                                                 | seit 1396                          | oberlausitzer Adelsgeschlecht |                                                                   |
| Kyburg                                               | bis 1263                           | erloschenes Adelsgeschlecht in der Nord- und Ostschweiz; Seitenlinie der Grafen von Dillingen. Weitergeführt in weiblicher Linie als Neu-Kyburg |                                                                   |